# جورج وينسلو
جورج وينسلو (بالإنجليزية: George Winslow)‏ هو ممثل أمريكي، ولد في 3 مايو 1946 بلوس أنجلوس في الولايات المتحدة، وتوفي في 13 يونيو 2015 في الولايات المتحدة.

## وصلات خارجية
- جورج وينسلو على موقع IMDb (الإنجليزية)
- جورج وينسلو على موقع ألو سيني (الفرنسية)
- جورج وينسلو على موقع أول موفي (الإنجليزية)
- جورج وينسلو على موقع قاعدة بيانات الأفلام السويدية (السويدية)
- جورج وينسلو على موقع قاعدة بيانات الفيلم (الإنجليزية)
- جورج وينسلو على موقع كينوبويسك (الروسية)